# Длинноносый копающий хомячок
Длинноносый копающий хомячок (лат. Oxymycterus nasutus) — вид южноамериканских грызунов из рода копающие хомячки подсемейства Sigmodontinae семейства хомяковых.
Этот вид встречается в Уругвае и на прилегающей к нему юго-востоке Бразилии.
Обитает выше 400—500 м над уровнем моря в зависимости от широты. Держится преимущественно вблизи водоёмов. Наземное животное, активен круглосуточно или в сумерках. Кормится насекомыми.
Многочисленный вид, исчезновение ему не угрожает.